# بلال عطفان
بلال عطفان (3 يوليو 1985 بتيبازة الموريتانية في الجزائر - ) هو لاعب كرة قدم جزائري في مركز الوسط. شارك مع منتخب الجزائر تحت 23 سنة لكرة القدم. أما مع النوادي، فقد لعب مع نادي مولودية الجزائر ونصر حسين داي.

## وصلات خارجية
- بلال عطفان على موقع قاعدة بيانات كرة القدم.إي يو (الإنجليزية)
- بلال عطفان على موقع Soccerway.com (الإنجليزية)